# Nanchang Q-5
Pour les articles homonymes, voir Q-5.
Le Nanchang Q-5 (code OTAN Fantan, appelé A-5 à l'export) est un avion d'attaque au sol produit par la république populaire de Chine. Il est dérivé du MIG-19 Farmer, que l'usine chinoise de Shenyang construisait déjà sous licence sous le nom de J-6.

## Conception
Le développement d'un avion d'attaque supersonique a commencé au centre de conception de Shenyang en août 1958, la direction du projet devant se faire à Nanchang. Le prototype fut abandonné en 1961 à la suite des problèmes posés par le Grand Bond en avant, mais néanmoins poursuivi par une petite équipe et relancé officiellement à partir de 1963. Le premier vol eut lieu le 4 juin 1965, et à la fin de l'année la production d'un lot de présérie fut autorisée. Des modifications majeures entre autres des systèmes hydraulique, de carburant, et d'armement furent jugées nécessaires, les deux prototypes définitifs volant à partir d'octobre 1969. La production du Q-5 de série fut approuvée à la fin de l'année et les livraisons commencèrent en 1970, soit 12 ans après le début du projet. 
Bien que basé sur le MiG-19, le Q-5 est cependant finalement assez différent avec :
- un avant complètement redessiné pour permettre l'ajout d'un radar (probablement jamais installé[réf. souhaitée]), ce qui a obligé à déplacer les entrées d'air sur les côtés ;
- un fuselage allongé et rendu conforme à la loi des aires ;
- de nouvelles ailes d'une flèche moins prononcée et d'une surface plus grande ;
- une soute à bombes de 4 m de long pouvant contenir deux bombes de 500 kg ou deux ou quatre (selon les sources) bombes de 250 kg ; les versions utilisées par la marine chinoise peuvent également emporter une torpille (ils remplacèrent les Il-28T comme torpilleurs) ; les portes des soutes à bombes de certains Q-5 furent modifiées au début des années 1970 pour tester leur capacité à emporter une arme nucléaire.

Pour le reste de l'armement, le Q-5 dispose de deux autres points d'emport sous fuselage pour deux bombes, deux points d'emport sous chaque aile, et un canon de 23 mm placé dans chaque aile.
Un millier d'exemplaires de cet appareil ont été construits, la plus grande partie pour l'armée populaire de libération de la Chine.

## Engagements
Il combattit pour la première fois dans les forces pakistanaises durant la troisième Guerre indo-pakistanaise.

## Versions

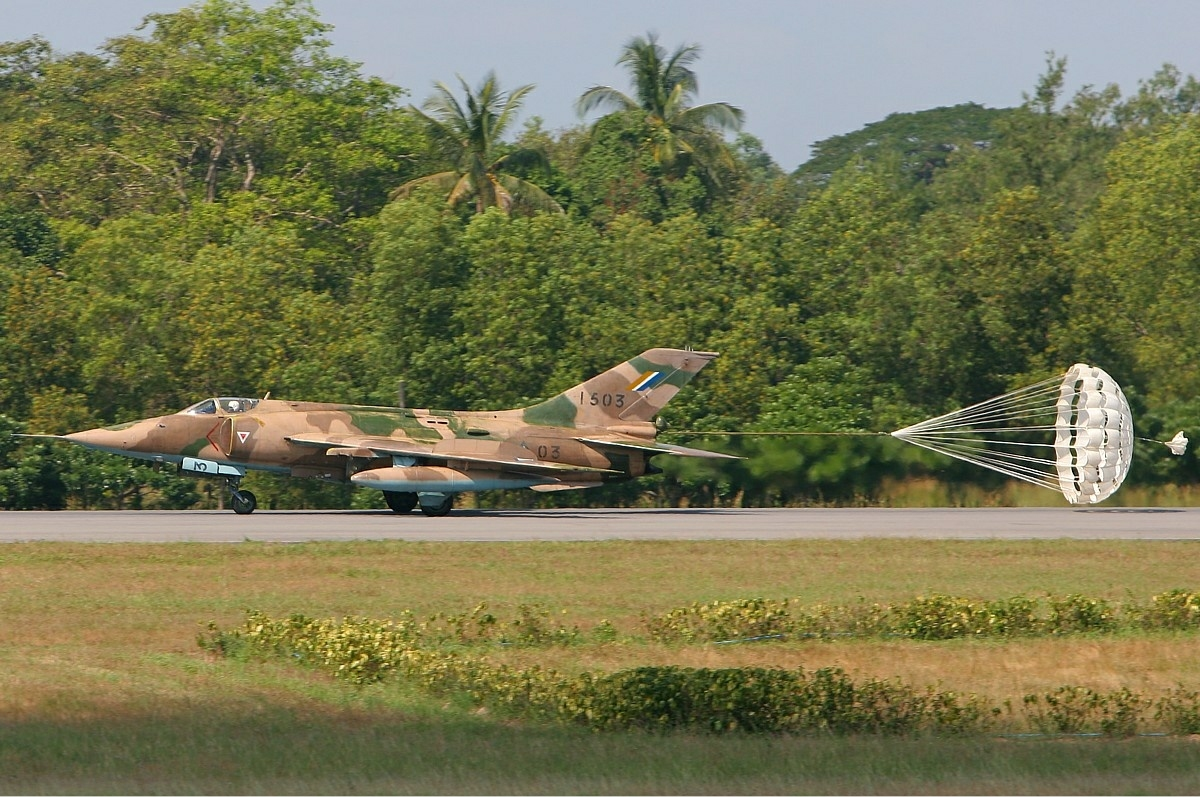
Un A-5C birman déployant son parachute de freinage.

- Q-5, première version (description dans le paragraphe précédent)
- Q-5I : le rayon d'action des premiers Q-5 était limité et, pour y remédier, le Q-5I a été créé en 1976. La soute à bombe était remplacée par une extension du réservoir de carburant principal et un réservoir secondaire flexible. La charge utile a aussi été augmentée à 1 500 kg, deux points d'emport supplémentaires étant montés sous fuselage. La structure et le train d'atterrissage ont été renforcés, les moteurs WP-6 ont été améliorés, le parachute-frein a été déplacé à la base de la dérive, le siège éjectable de Type I propulsé par fusée amélioré, et un émetteur-récepteur HF/SSB a été ajouté. L'appareil a été testé en vol fin 1980 et certifié pour la production le 20 octobre 1981.

Les Q-5I utilisés par l'aéronavale chinoise étaient équipés d'un radar Doppler permettant de voler à 20 m d'altitude pour tirer des missiles antinavires C-801 de conception chinoise. Par ailleurs ils étaient aussi capables de transporter deux torpilles sous le fuselage. Certains supposent que cette version a été appelée Q-5B.
- Q-5IA : version améliorée du Q-5I avec un nouveau point d'emport d'armement sous chaque aile augmentant la charge d'armement de 500 kg, de nouveaux systèmes de visée pour canon et bombes, des systèmes de contre-mesures électroniques et un nouveau point central pour le ravitaillement en carburant. Cette version a été certifiée en janvier 1985 et a été la première exportée, 40 appareils étant achetés par la Corée du Nord. L'export a donné naissance à la version A-5C.

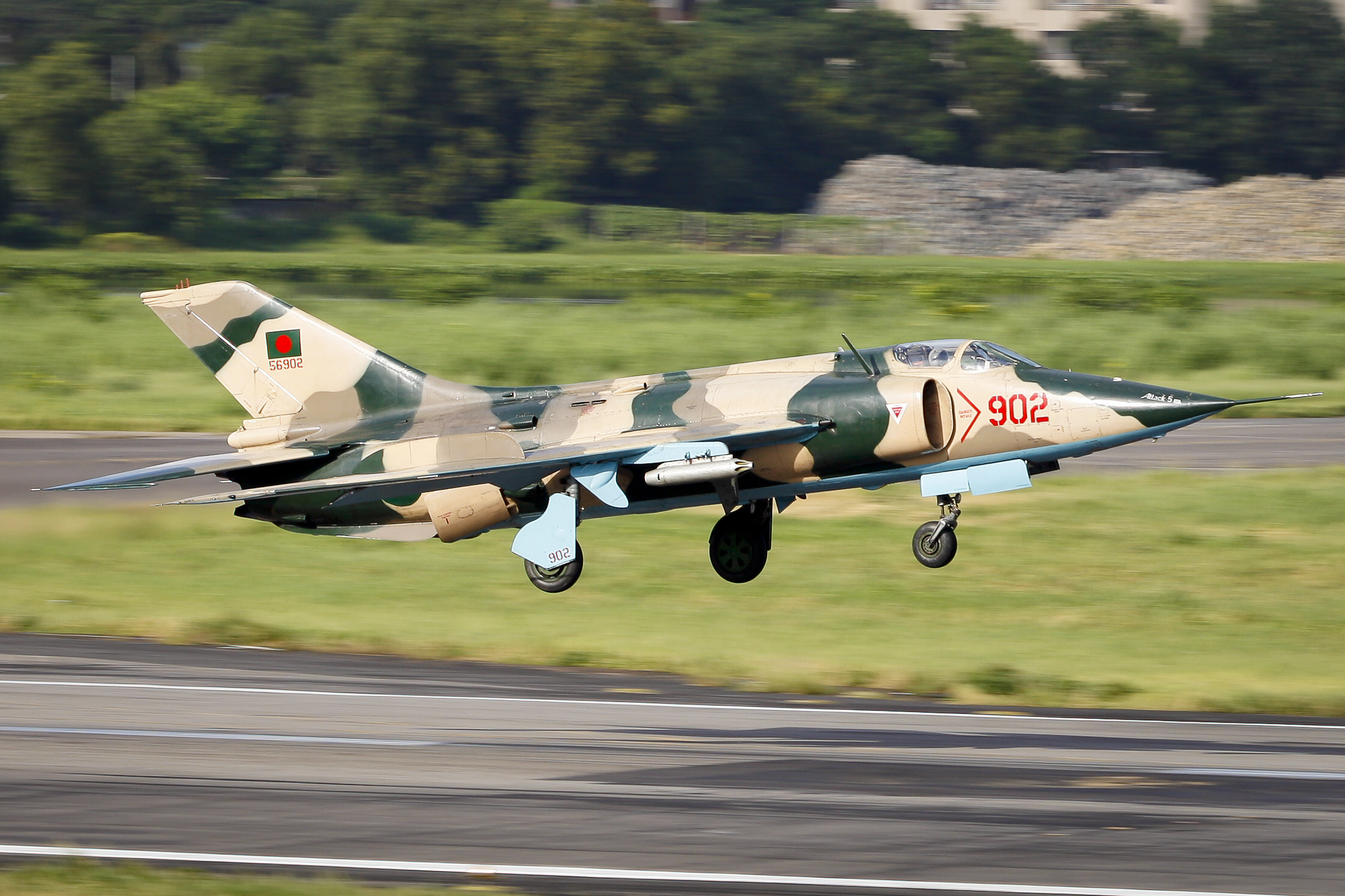
Un A-5 de la force aérienne du Bangladesh à l'atterrissage équipé de pods de roquettes.

- A-5C : version commandée par le Pakistan, et qui a ensuite été vendue au Bangladesh et à la Birmanie. Le A-5C a reçu 32 modifications par rapport au Q-5IA, notamment un siège éjectable zéro-zéro Martin-Baker PKD10, une avionique modernisée et l'adaptation des points d'emport destinés aux pods de roquette de 356 mm afin de pouvoir emporter des missiles air-air tel le AIM-9 Sidewinder. Trois prototypes ont été construits avant la production.
- Q-5II : version identique au Q-5IA et équipée d'un récepteur d'alerte radar Type 930 avec une antenne sur la dérive. Tous les Q-5IA ont été portés au standard Q-5II, et de nouveaux appareils ont été construits.

À partir de 1986 et comme pour le J-7, des versions développées en coopération avec l'Occident ont été étudiées (concernant principalement l'avionique), mais elles ne sont jamais arrivées en production en raison des sanctions prises par ces pays en réponse à la répression de la manifestations de la place Tiananmen en juin 1989. 
- Q-5K Kong Yun (Nuage) : Q-5II amélioré avec l'aide de la firme française Thomson-CSF et destinée à la Chine seulement. La nouvelle avionique comprend un télémètre laser dans le nez, un viseur tête-haute, un altimètre radar et d'autres améliorations. Elle n'aurait pas le quatrième point d'emport sous les ailes. Le programme a été annulé en 1990.
- Q-5M (A-5M à l'export) : Q-5II amélioré avec l'aide de la firme italienne Alenia, avec des moteurs plus puissants, l'intégration de systèmes occidentaux comme un viseur tête haute, et un quatrième pylône sous chaque aile. Le premier vol a eu lieu en août 1989, mais le prototype s'est écrasé peu après. N'a apparemment pas été exporté. Certaines modifications ont peut-être été intégrées aux appareils de l'armée de l'air chinoise. Programme annulé par l'Italie.
- Le Q-5D est une version équipée de systèmes d'armes et de navigation améliorés. Une excroissance à l'avant du train avant contient probablement un radar Doppler de navigation. Le Q-5D est également équipé d'un GPS, d'un TACAN, un système d'alerte radar et des lance-leurres. Il a un plus grand rayon d'action et peut emporter un arsenal de bombes non guidées plus diversifié. Les numéros de série connus sont : 11x6x, 20x2x, 30x9x, 33x9x, 31x2x.
- Les versions Q-5E et Q-5F sont destinées à répondre à la demande de la PLAAF d'un appareil capable de délivrer des armes guidées de précision (essentiellement des bombes guidées laser). Les deux versions semblent être entrées en service. En raison de la faible charge utile du Q-5, une mission CAS demande à la fois un Q-5F équipé d'un pod FLIR/TV avec désignateur laser et plusieurs Q-5E transportant chacun deux bombes LS-500J de 500 kg à guidage laser (comparables au Paveway I américain) sous les ailes. On suppose aussi que les Q-5E/F peuvent emporter des missiles antiradar pour des missions SEAD.
- Le Q-5J est un biplace en tandem destiné à l'entraînement dont un prototype a déjà été construit et a volé de 28 février 2005. Le fuselage avant a été redessiné et une dérive agrandie pour améliorer la stabilité. Le Q-5J devrait remplacer les obsolètes JJ-6 (MiG-19 biplaces) pour l'entraînement des pilotes de Q-5.

Il semble que la production des Q-5 pour la PLAAF soit arrêtée, sans qu'il n'y ait de successeur pour cet avion rustique et peu coûteux.

## Opérateurs
- Chine
- Bangladesh
- Birmanie,
- Corée du Nord,
- Pakistan
- Soudan

## Culture populaire
- Dans l'extension Force Blindée du jeu Battlefield 2, le Q-5 est l'avion d'attaque au sol de la Chine et l'équivalent de l'A-10 américain et du Su-25 russe
- Dans le jeu vidéo War Thunder les avions Q5 early, Q5 A, Q-5 L, A5C sont jouables.
- Dans le jeu Battlefield 4, le Q-5 est l'avion d'attaque au sol de l'armée chinoise.

### Développement lié
- Mikoyan-Gourevitch MiG-19
- Shenyang J-6

### Aéronefs comparables
- Soko J-22 Orao
- Soukhoï Su-7
- F-105 Thunderchief
- A-4 Skyhawk
- F-11 Tiger